# Pepe Oriola
Josep Oriola Vila, detto Pepe (Barcellona, 9 luglio 1994), è un pilota automobilistico spagnolo.
È il pilota più giovane di sempre ad aver corso nel World Touring Car Championship, avendo debuttato nella stagione 2011 all'età di 16 anni e 8 mesi circa. Nel 2013 corre in WTCC per la squadra Tuenti Racing Team.

## Carriera

### Inizi
Oriola iniziò la sua carriera nel karting nel 2004, all'età di 9 anni. Passò alle gran turismo alla fine del 2009 a 15 anni, quando partecipò all'ultima gara della SEAT León Supercopa spagnola, concludendo sul podio. Nel 2010 partecipò a tutta la stagione di Supercopa spagnola e nell'Eurocup della SEAT León, con il team Monlau Competición. Ottenne la prima vittoria alla seconda gara in Eurocup a Brands Hatch, che fu accorciata e interrotta a causa di un grave incidente capitato a Francisco Carvalho. Ottenne poi una doppia vittoria alla fine della stagione a Valencia raggiungendo il 4º posto finale in classifica in Eurocup. Concluse 4º anche in Supercopa.

### Campionato del mondo turismo
Nel 2011 Oriola corse con una SEAT León in WTCC per il team Sunred Engineering. Divenne il più giovane pilota di sempre nella serie quando fece il suo debutto, all'età di 16 anni, 8 mesi e 11 giorni in Brasile. Segnò i suoi primi punti nella seconda gara della stagione a Curitiba.

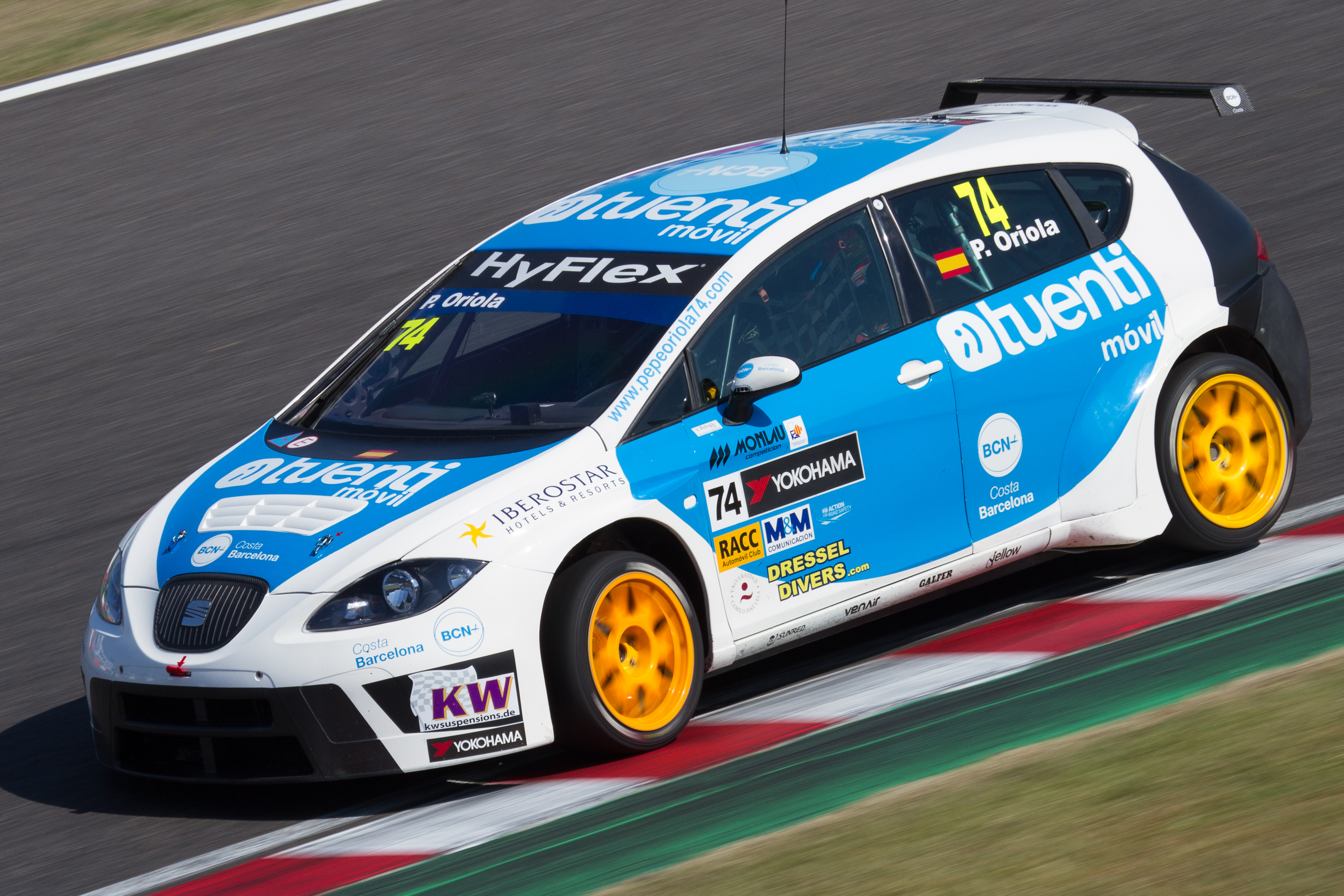
Oriola alla guida di una Tuenti Racing Team alla Gara del Giappone 2012.

Oriola continuò in WTCC nel 2012, restando con Sunred ma correndo ora sotto il nome di Tuenti Racing Team. Lasciò il primo evento in Italia con la prima posizione del Trofeo Yokohama Indipendenti insieme a Stefano D'Aste e Alex MacDowall, dopo essere partito dalla pole position di categoria in gara-1. Ottenne il primo podio assoluto in gara-2 in Portogallo. Oriola rimase in testa al Trofeo Yokohama per la maggior parte della stagione, ma fu superato da Norbert Michelisz dopo la gara in Brasile. Ottenne il suo secondo podio stagionale in gara-2 in Giappone, con un 2º posto dietro a Stefano D'Aste dopo essere partito dalla stessa posizione per la griglia invertita.
Oriola rimase in WTCC anche nel 2013, ancora con Tuenti Racing Team. Non sarebbe stato inseribile nel Trofeo Yokohama in quanto il suo team quell'anno godette del supporto di SEAT Sport. All'inizio della stagione in Italia si qualificò 4º, il pilota SEAT meglio piazzato sulla griglia. Si ritirò da gara-1 a causa di una foratura, mentre concluse 6º in gara-2. Il 7 aprile 2013, in Marocco, divenne il più giovane vincitore di una gara WTCC, ottenendo la vittoria in gara-2. Dopo la gara in Russia, Oriola confermò che avrebbe cambiato la sua vettura con una Chevrolet Cruze per la gara successiva in Portogallo.

## Risultati

### Campionato del mondo turismo
(legenda) (Le gare in grassetto indicano la pole position) (Gare in corsivo indicano Gpv)
| Anno | Team               | Vettura              | 1         | 2        | 3        | 4        | 5        | 6        | 7         | 8         | 9        | 10       | 11       | 12       | 13       | 14       | 15       | 16       | 17       | 18        | 19        | 20        | 21       | 22        | 23        | 24       | Pos. | Punti |
| ---- | ------------------ | -------------------- | --------- | -------- | -------- | -------- | -------- | -------- | --------- | --------- | -------- | -------- | -------- | -------- | -------- | -------- | -------- | -------- | -------- | --------- | --------- | --------- | -------- | --------- | --------- | -------- | ---- | ----- |
| 2011 | SUNRED Engineering | SEAT León 2.0 TDI    | BRA 1 13  | BRA 2 10 | BEL 1 11 | BEL 2 14 | ITA 1 14 | ITA 2 12 |           |           |          |          |          |          |          |          |          |          |          |           |           |           |          |           |           |          | 18º  | 11    |
| 2011 | SUNRED Engineering | SUNRED SR León 1.6T  |           |          |          |          |          |          | UNG 1 10  | UNG 2 Rit | CEC 1 13 | CEC 2 11 | POR 1 13 | POR 2 14 | GBR 1 12 | GBR 2 15 | GER 1 8  | GER 2 12 | SPA 1 12 | SPA 2 8   | GPN 1 18  | GPN 2 13  | CIN 1 17 | CIN 2 13  | MAC 1 10  | MAC 2 11 | 18º  | 11    |
| 2012 | Tuenti Racing Team | SEAT León WTCC       | ITA 1 6   | ITA 2 12 | SPA 1 6  | SPA 2 7  | MAR 1 4  | MAR 2 7  | SVC 1 16  | SVC 2 5   | UNG 1 8  | UNG 2 4  | AUT 1 7  | AUT 2 4  | POR 1 9  | POR 2    | BRA 1 10 | BRA 2 17 | USA 1 16 | USA 2 11  | GPN 1 7   | GPN 2     | CIN 1 22 | CIN 2 Rit | MAC 1 Rit | MAC 2 22 | 8º   | 131   |
| 2013 | Tuenti Racing Team | SEAT León WTCC       | ITA 1 Rit | ITA 2 6  | MAR 1 8  | MAR 2 1  | SVK 1 9  | SVK 2 6  | HUN 1 Rit | HUN 2 16  | AUT 1 11 | AUT 2 7  | RUS 1 17 | RUS 2 4  |          |          |          |          |          |           |           |           |          |           |           |          | 9º   | 164   |
| 2013 | Tuenti Racing Team | Chevrolet Cruze 1.6T |           |          |          |          |          |          |           |           |          |          |          |          | POR 1 4  | POR 2 4  | ARG 1 2  | ARG 2 3  | USA 1 11 | USA 2 21† | GPN 1 26† | GPN 2 Rit | CIN 1 5  | CIN 2 7   | MAC 1 15  | MAC 2    | 9º   | 164   |

### TCR International Series
| Anno | Scuderia                   | Vettura             | 1       | 2       | 3         | 4        | 5       | 6         | 7         | 8       | 9         | 10        | 11       | 12      | 13        | 14        | 15        | 16        | 17      | 18       | 19      | 20        | 21      | 22       | Pos. | Punti |
| ---- | -------------------------- | ------------------- | ------- | ------- | --------- | -------- | ------- | --------- | --------- | ------- | --------- | --------- | -------- | ------- | --------- | --------- | --------- | --------- | ------- | -------- | ------- | --------- | ------- | -------- | ---- | ----- |
| 2015 | Team Craft-Bamboo Lukoil   | SEAT León Cup Racer | MAL 1 2 | MAL 2   | CIN 1 Rit | CIN 2 4  | SPA 1   | SPA 2 5   | POR 1 Rit | POR 2 4 | ITA 1 2   | ITA 2 Rit | AUT 1 6  | AUT 2   | RUS 1 2   | RUS 2     | RBR 1 3   | RBR 2     | SIN 1 4 | SIN 2 3  | THA 1   | THA 2 3   | MAC 1 4 | MAC 2 9† | 2º   | 312   |
| 2016 | Team Craft-Bamboo Lukoil   | SEAT León TCR       | BHR 1   | BHR 2 1 | POR 1 8   | POR 2 10 | BEL 1 2 | BEL 2 7   | ITA 1 2   | ITA 2 5 | AUT 1 12† | AUT 2 10  | GER 1 10 | GER 2 1 | RUS 1 2   | RUS 2 13† | THA 1     | THA 2 11  | SIN 1 3 | SIN 2 14 | MAL 1 4 | MAL 2 12  | MAC 1 5 | MAC 2 3  | 4º   | 241,5 |
| 2017 | Lukoil Craft-Bamboo Racing | SEAT León TCR       | GEO 1 7 | GEO 2 1 | BHR 1 6   | BHR 2 7  | BEL 1 9 | BEL 2 Rit | ITA 1 3   | ITA 2 8 | AUT 1 5   | AUT 2 Rit | UNG 1 5  | UNG 2   | GER 1 18† | GER 2 Rit | THA 1 21† | THA 2 Rit | CIN 1 5 | CIN 2 5  | EAU 1   | EAU 2 Rit |         |          | 4º   | 164   |

### Coppa del mondo turismo
| Anno | Scuderia      | Vettura   | 1         | 2       | 3        | 4        | 5         | 6       | 7       | 8     | 9       | 10        | 11      | 12       | 13      | 14      | 15      | 16    | 17      | 18      | 19       | 20      | 21      | 22      | 23      | 24      | 25       | 26    | 27       | 28      | 29        | 30      | Pos. | Punti |
| ---- | ------------- | --------- | --------- | ------- | -------- | -------- | --------- | ------- | ------- | ----- | ------- | --------- | ------- | -------- | ------- | ------- | ------- | ----- | ------- | ------- | -------- | ------- | ------- | ------- | ------- | ------- | -------- | ----- | -------- | ------- | --------- | ------- | ---- | ----- |
| 2018 | Campos Racing | CUPRA TCR | MAR 1 18† | MAR 2 3 | MAR 3 10 | UNG 1 16 | UNG 2 Rit | UNG 3 9 | GER 1 8 | GER 2 | GER 3 6 | OLA 1 23† | OLA 2 4 | OLA 3 10 | POR 1 3 | POR 2 3 | POR 3 4 | SVC 1 | SVC 2 4 | SVC 3 8 | NIN 1 13 | NIN 2 9 | NIN 3 7 | WUH 1 2 | WUH 2 4 | WUH 3 6 | GPN 1 10 | GPN 2 | GPN 3 18 | MAC 1 7 | MAC 2 Rit | MAC 3 6 | 6º   | 245   |

### TCR Asia Series
| Anno | Scuderia             | Vettura           | 1       | 2       | 3       | 4         | 5       | 6     | 7       | 8     | 9       | 10    | Pos. | Punti |
| ---- | -------------------- | ----------------- | ------- | ------- | ------- | --------- | ------- | ----- | ------- | ----- | ------- | ----- | ---- | ----- |
| 2019 | Solite Indigo Racing | Hyundai i30 N TCR | SEP 1 4 | SEP 2 3 | ZHU 1 2 | ZHU 2 Rit | SHA 1 4 | SHA 2 | ZHE 1 2 | ZHE 2 | BAN 1 6 | BAN 2 | 3º   | 156   |

### TCR Europe Touring Car Series
| Anno | Scuderia                | Vettura                | 1        | 2        | 3        | 4       | 5         | 6       | 7       | 8        | 9        | 10       | 11        | 12       | Pos. | Punti |
| ---- | ----------------------- | ---------------------- | -------- | -------- | -------- | ------- | --------- | ------- | ------- | -------- | -------- | -------- | --------- | -------- | ---- | ----- |
| 2020 | Brutal Fish Racing Team | Honda Civic Type R TCR | LEC 1 20 | LEC 2 11 | ZOL 1 10 | ZOL 2 7 | MNZ 1 Rit | MNZ 2 1 | CAT 1 2 | CAT 2 13 | SPA 1 10 | SPA 2 11 | JAR 1 Rit | JAR 2 NP | 13°  | 153   |

### TCR South America Touring Car Championship
| Anno | Scuderia  | Vettura                | 1     | 2       | 3     | 4       | 5       | 6       | 7         | 8       | 9       | 10    | 11      | 12      | 13    | 14    | Pos. | Punti |
| ---- | --------- | ---------------------- | ----- | ------- | ----- | ------- | ------- | ------- | --------- | ------- | ------- | ----- | ------- | ------- | ----- | ----- | ---- | ----- |
| 2021 | W2 Racing | Honda Civic Type R TCR | INT 1 | INT 2 1 | CUR 6 | RIV 1 2 | RIV 2 1 | ELP 1 2 | ELP 2 Rit | RCU 1 3 | RCU 2 4 | BUE 5 | AGR 1 2 | AGR 2 5 | CDU 1 | CDU 2 | 1º   | 278   |